# La Iglesia (Barro)
La Iglesia (Oficialmente A Igrexa y ocasionalmente conocido como Santa Cristina) es un lugar situado en la parroquia de Barro en el municipio de Noya, provincia de La Coruña, Galicia, España. 
En 2021 tenía una población de 94 habitantes (37 hombres y 57 mujeres). Está situada a 54 metros sobre el nivel del mar a 1,8 km de la capital municipal. Las localidades más cercanas son Manle, Vista Fermosa y Loxe.